# KkStB 389
| ÖNWB VIII / kkStB 389                            | ÖNWB VIII / kkStB 389 | ÖNWB VIII / kkStB 389 | ÖNWB VIII / kkStB 389 |
| ------------------------------------------------ | --------------------- | --------------------- | --------------------- |
| ÖNWB VIII No. 482 nach dem Umbau 1901 in Nimburg |                       |                       |                       |
| Technische Daten                                 |                       |                       |                       |
| Bauart                                           | Btn2                  | B1tn2                 | B1tn2                 |
|                                                  | 1869                  | 1886                  | 1896                  |
| Zylinder-Ø                                       | 342 mm                | 342 mm                | 342 mm                |
| Kolbenhub                                        | 580 mm                | 580 mm                | 580 mm                |
| Treibrad-Ø                                       | 1185 mm               | 1185 mm               | 1195 mm               |
| Laufrad-Ø vorne                                  | –                     | –                     | –                     |
| Laufrad-Ø hinten                                 | –                     | 950 mm                | 950 mm                |
| fester Radstand                                  | 2529 mm               | 2530 mm               | 2530 mm               |
| Gesamtradstand                                   | 2529 mm               | 4795 mm               | 4795 mm               |
| Gesamtradstand + Tender                          | –                     | –                     | –                     |
| Heizfl. d. Rohre                                 | 53,9 m²               | 82,0 m²               | 82,0 m²               |
| Heizfl. d. Feuerbüchse                           | 4,0 m²                | 5,7 m²                | 5,7 m²                |
| Rostfl.                                          | 0,77 m²               | 1,20 m²               | 1,20 m²               |
| Dampfdruck                                       | 8,0                   | 10,0                  | 10,0                  |
| Gewicht (leer)                                   | 15,60 t               | 28,40 t               | 31,50 t               |
| Adhäsionsgewicht                                 | 21,80 t               | 24,00 t               | 26,85 t               |
| Dienstgewicht                                    | 21,80 t               | 36,00 t               | 40,65 t               |
| Dienstgewicht + Tender                           | –                     | –                     | –                     |
| Wasser                                           | k. A.                 | 2,5 m³                | 2,5 m³                |
| Kohle                                            | k. A.                 | 3,5 m³                | 4,9 m³                |
| Länge                                            | 7,586 m               | 9,709 m               | 9,709 m               |
| Länge + Tender                                   | –                     | –                     | –                     |
| Höhe                                             | 4,109 m               | 4,021 m               | 4,021 m               |
| Vmax                                             | k. A.                 | 50 km/h               | 45 km/h               |

Die Dampflokomotivreihe kkStB 389 waren Lokomotiven der kkStB, die ursprünglich von der ÖNWB stammten.
Um den Wiener Bahnhof der ÖNWB zu bauen, musste eine große Menge Schüttmaterial herbeigeschafft werden.
Dafür wurden bei Sigl in Wien vier kleine Tenderlokomotiven der Bauart Bt beschafft.
Sie hatten Außenrahmen, Hallsche Kurbeln und durchhängende Feuerbüchsen.
Nach Ende der Bauarbeiten hatte die ÖNWB für die kleinen Maschinen keine Verwendung.
Sie wurden kurz im Verschub eingesetzt und schließlich 1876 in B1t umgebaut.
Bis 1890 wurden sie dann zwischen Wien und Stockerau eingesetzt.
1888 erhielten sie neue Kessel.
Bei der ÖNWB hatten sie zunächst die Nummern 1–4 (später 481–484) und bildeten die Reihe VIII.
Die 482 und die 484 wurden 1909 ausgeschieden.
Nach der Verstaatlichung ordnete die kkStB die verbliebenen zwei Maschinen als Reihe 389 ein.
Sie wurden 1912 und 1915 aus dem Bestand ausgeschieden.